# 卑摩羅叉
卑摩羅叉，IAST： Vimalākṣa ，漢譯「無垢眼」，罽賓國（南北朝時範圍為今之喀什米爾）人。由於眼睛帶有青色，在佛法上，以律學為主，尤擅《十誦律》，當時的人便尊稱他為「青眼律師」。春秋七十七歲。

## 弘法經歷
西晉到南朝宋元嘉年間，中原的譯經家主要都來自罽賓（今喀什米尔），如僧伽提婆、佛陀耶舍。至若到過罽賓游學而來到漢地的僧人就更多了，如佛圖澄、鳩摩羅什、曇無讖等人。罽賓是當時阿毘曇學、說一切有部的中心，律學和禪學也很發達。當地的佛教學風也展現在卑摩羅叉對於律學的嫻熟上。
出家的卑摩羅叉以修苦行為務，在苦行中體會佛教深意，之後在龜茲國（今新疆维吾尔自治区阿克苏地区库车县一带）弘闡律藏，吸引當時四方的學者爭相前往學習。其中，鳩摩羅什也在此參與了學習律法的行列。卑摩羅叉在龜茲國的弘法事業一直到382年龜茲被前秦呂光滅國而中斷後才前往中原。
卑摩羅叉到中原，一方面是聽到鳩摩羅什已經到了前秦長安，展開譯經弘法的事業；一方面是希望戒律的學習能夠在中原傳播開來。於是在這兩個重要原因的驅使下，長途跋涉後于前秦弘始八年（406年）來到長安。兩人會面，鳩摩羅什以師禮待之；罗什20歲（晋哀帝兴宁元年❲363年❳）就在龟兹王宫受比丘戒中最高级别的具足戒，受戒後即曾從羅叉學習《十诵律》。
卑摩羅叉在鳩摩羅什去世（東晉義熙九年❲413年❳）後，棲止於壽春（今安徽省淮南市壽縣）的石澗寺，許多想要學習佛教戒律的僧人都聚集於此，卑摩羅叉便以羅什所譯的《十誦律》為底，重校该译本，大闡戒律之學。由於羅什所譯《十誦律》本為五十八卷，最後一誦謂明受戒法及諸成善法事；羅叉补譯成《善誦毗尼序》（或稱《毗尼誦》）三卷，并译出《十诵律毗尼序》，放在最末，整理為六十一卷，即现行本。
卑摩羅叉接著又往江陵（今湖北省荊州市江陵縣）辛寺開講《十誦律》，造成轟動，析求文理的人，其聚如林。明條知禁者，數亦殷矣。律藏大弘，可說是卑摩羅叉的功勞。慧觀律師，把講授內容進行了整理記錄，把戒制輕重條文，書寫成兩卷，送到京師，一時洛陽紙貴。
卑摩羅叉性好閑靜，遠離塵俗，後圓寂於壽春石㵎寺，世壽七十七歲。

## 弟子
弟子慧猷，江左人。年少出家，駐於江陵辛寺。年幼茹素，個性方直。專精於律戒，後從學於卑摩羅叉，深於《十誦》。陝西律師，都以他為尊。後卒於江陵。著《十誦義疏》八卷。

## 譯經貢獻
- 《毘尼誦》三卷
- 《雜問律事》二卷